# سیارک ۲۶۴۲۹
سیارک ۲۶۴۲۹ (به انگلیسی: 26429 Andiwagner، نامگذاری:1999XG170)۲۶۴۲۹مین سیارک کشف شده‌است که در ۱۰ دسامبر ۱۹۹۹ کشف شد.